# Frank Pierobon
Pour les articles homonymes, voir Pierobon.
Frank Pierobon est un philosophe français né à Rabat le 15 juin 1955. Il vit en Belgique et enseigne à l'Institut des hautes études des communications sociales (IHECS), à Bruxelles.  

## Œuvres
- Les pièges du réalisme, avec Christian Fierens, Editions E.M.E., Louvain, 2017.
- L'Œil solaire - L'allégorie platonicienne de la caverne, Editions MétisPresse, Genève, octobre 2015
- Le Symptôme Avatar, Éditions Vrin, Paris, 2012.
- Salomé ou la Tragédie du regard, Oscar Wilde, l'auteur, le personnage, Éditions de la Différence, 2009.
- L'Humanité tragique, contribution à une phénoménologie de l'écriture, Éditions du Cerf, 2008.
- Kant et les Mathématiques, Éditions Vrin, Paris, 2003.
- Système et Représentation – étude architectonique de la déduction transcendantale des catégories dans la Critique de la raison pure d’Emmanuel Kant, Éditions Jérôme Millon, 1993.
- Kant et la fondation architectonique de la métaphysique, Éditions Jérôme Millon, 1990.